# Guf (rapper)
Guf (in russo Гуф?), pseudonimo di Aleksej Sergeevič Dolmatov (in russo Алексей Сергеевич Долматов?; Mosca, 23 settembre 1979), è un rapper russo.

## Biografia
Guf ha pubblicato il proprio album in studio Gorod dorog nel 2007, che ha ricevuto il plauso da parte di Rolling Stone Russia.
Il disco seguente, intitolato Doma, ha conquistato la vetta della classifica LP nazionale ed è stato certificato oro per aver superato la soglia delle 32 170 vendite al 2010 secondo la Nacional'naja Federacija Muzykal'noj Industrii. L'album contiene la traccia Ice Baby, una delle cinque suonerie di maggior successo nella Federazione Russa del 2010, la cui popolarità si è convertita nella vittoria della categoria di miglior progetto hip hop alla gala dei premi musicali istituita dalla Muz-TV.

## Discografia

### Da solista

#### Album in studio
- 2007 – Gorod dorog
- 2009 – Doma
- 2010 – 2010 (con Basta)
- 2013 – Sam i...
- 2014 – 420 (con Rigos)
- 2015 – Eščë
- 2017 – Gusli (con Slimus)
- 2017 – Gusli II (con Slimus)
- 2020 – Dom, kotoryj postroil Alik (con Murovei)
- 2022 – Opjat'
- 2022 – Part 2 (con Murovei)
- 2023 – Smoki Mo/Guf (con Smoki Mo)
- 2023 – Zapretnoe mesto

#### Singoli
- 2009 – Esli drug okazalsja vdrug (con Nigativ)
- 2010 – Esli by (con Basta)
- 2013 – 420 (con Rigos)
- 2013 – Net konflikta (con Kravc)
- 2015 – Plocho ili chorošo
- 2015 – Maugli
- 2016 – Žizn' učdesna
- 2016 – Pro leto
- 2017 – Pokolenie (con Timati)
- 2017 – Maugli II
- 2018 – Ošibka (con Slimus)
- 2019 – Na balkon
- 2019 – 31 fevralja (con Mari Krajmbreri)
- 2019 – Ala (con Trax, Kanamar e Gazo Gaz)
- 2019 – Do-ma (con VSXV Prince)
- 2020 – Leto na veter (con Kravc)
- 2020 – Na provodach (con Deemars & Gunz e C4)
- 2020 – Pustjak (con Murovei e Dina Raf)
- 2020 – Vot tak (con Ves')
- 2021 – Est' če vspomnit' (con Loc-Dog)
- 2022 – Alik
- 2022 – Den'gi na dom (con Rigos)
- 2022 – Summertime (con Mayot)
- 2023 – Pro pudelja
- 2023 – Ne vini menja (con Lil Kavkaz)
- 2023 – Sponsor tvoich problem (con A.V.G)
- 2023 – Šaraut (con Baller e VSXV Prince)
- 2024 – Pod Moskvoj (con Deemars, Lil Kavkaz e OG Minay)
- 2024 – Otcy i deti (con Icegergert)
- 2024 – Ostrov
- 2025 – Pjatye sutki (con Ivanitskaya)
- 2025 – Ban'ka
- 2025 – Do vstreči

### Centr

#### Album in studio
- 2007 – Kačeli
- 2008 – Efir v norme
- 2016 – Sistema

#### Album video
- 2009 – Efir v norme
- 2010 – Videoklipy

#### Raccolte
- 2010 – Polnoe sobranie trekov
- 2010 – Lučšie pesni
- 2024 – The Best